# Projecte Neptú
El Projecte Neptú, també conegut com Projecte Arazatí-Neptú (en castellà Proyecto Arazatí-Neptuno), és un projecte de desenvolupament d'infraestructura hídrica a Azaratí, al departament de San José, Uruguai. L'any 2020, un consorci d'empreses, denominat "Aigües de Montevideo" i conformat per les empreses Berkes, SACEEM, CIEMSA i FAST, va presentar un projecte per a la realització d'una planta potabilitzadora a la zona d'Azaratí. El govern i l'ANOSE (l'Administració Nacional de les Obres Sanitàries de l'Estat; en castellà Administracion Nacional de las Obras Sanitarias del Estado) van acceptar la proposta. El novembre de 2022, l'ANOSE va demanar una licitació per a la construcció d'una planta potabilitzadora, licitació que va ser concedida.
El projecte té previst d'agafar aigua del Riu de La Plata amb l'objectiu d'aportar aproximadament un 30% del volum d'aigua potable per a la zona metropolitana. El projecte també contempla la construcció d'un pòlder amb una capacitat de quatre hectòmetres cúbics.
No obstant això, la iniciativa ha derivat en un conflicte ambiental que es basa en tres eixos principals de debat. D'una banda, existeix un debat sobre l'impacte ambiental de la construcció de la planta. Per una altra banda, hi ha una disputa entre l'ANOSE i la comunitat científica pertanyent al CURE i a l'UdelaR sobre la forma més eficient i adequada de proveir d'aigua potable a la població de la zona metropolitana. Finalment, existeix una discussió al voltant dels termes del contracte entre el consorci i l'ANOSE.